# ミラクルガール
『ミラクルガール』は、1980年3月24日から同年7月28日まで東京12チャンネル（現・テレビ東京）で放送されていたテレビドラマである。東京12チャンネルと東映の共同製作。全19話。

## 概要
前番組の『ザ・スーパーガール』と同じく『プレイガール』の後継作品として制作され、「女性探偵たちの活躍の物語」というコンセプトも受け継いだ。
父の遺志を継ぎ、探偵事務所「オフィスミラクル」の所長を務める桂未知子を中心に、女性探偵たちの活躍を描いた。タイトルの「MIRACLE」には、そのまま「奇跡」という意味の他にも、不思議（Mystery）、無邪気（Innocent）、果敢（Resolute）、行動的（Active）、可愛い（Cute）、美しい（Lovely）、色っぽい（Erotic）の英語の頭文字7つを組み合わせた意味合いもある。
脚本、監督、制作スタッフの大半は前番組からの続投で、レギュラー出演者も日向明子、樹れい子が役を変えて続投した。また、ゲスト出演者も多くが前番組でも出演していた。また、俳優が本業ではない人物がゲスト出演するなど、前作品にはなかった試みも行われた。
本作では、「レギュラーメンバーは全員車を運転できる」という設定だったが、制作開始時点で運転免許を有していたのは藤田美保子と樹れい子だけだったため、他のレギュラーメンバーはプロデューサーから自動車教習所に通って運転免許を取得するよう指示されたという。
当初は2クールだったが、19話で打ち切り。本作の放送終了をもって『プレイガール』以降、『プレイガールQ』、『ザ・スーパーガール』と続いてきた東京12チャンネル月曜9時のお色気アクション路線のドラマシリーズは終焉を迎えた。

## キャスト
- 桂未知子：由美かおる
- 松原加奈子：藤田美保子
- 石田好枝：伊佐山ひろ子（第2話まで。「田舎に帰った」というストーリー設定で降板）
- 春乃ひかり：水原ゆう紀（第5話から）
- 相沢珠美：日向明子
- 峯百合子：樹れい子
- 樋田アンナ：ナンシー・チェニー
- 星ジュン：ホーン・ユキ（第13話まで。結婚というストーリー設定で降板）
- 麻香マキ：藤枝亜弥（第14話から）
- 関譲次 警部 : 岡田真澄

## ゲスト
| 話数 | ゲスト | 備考                                  |
| ---- | --- | ------------------------------------- |
| 1    | 藤木敬士／溝口舜亮、小野恵子／望月太郎、小川露里／高崎良三、香川久美子、山本緑／高月忠、八百原寿子、吉田友子／山浦栄、永井喜代美、長谷川広、福島歳恵／高橋直樹\|入江洋祐／納谷六朗(ナレーター)、西本良治郎（擬斗）                                                                             |                                       |
| 2    | 岡崎二朗／鶴間エリ／たこ八郎、横山あきお／丹呉年克、田川勝雄、木村修／望月太郎、林ひろえ、佐藤吉蔵、大蔵晶／西本良治郎(擬斗)、納谷六朗(ナレーター) |                                       |
| 3    | 田中真理／井上高志／玉川伊佐男／保科三良、中村正、梅澤文彦／トニー・マトブー、ユセフ・オスマン、山田光一、森佑介／田中隆、米森義美、渥美茂勝、亀山達也／長谷川広、鬼沢吾郎、桑原富和、伊藤京子、細谷有喜子／西本良治郎(擬斗)、納谷六朗(ナレーター)                                             | 伊佐山ひろ子休演                      |
| 4    | 内田勝正／水島彩子／斉藤真／小野川公三郎、早川雄三／肥土尚弘、中村龍史／此島愛子、大木史朗／桑原恵子、木村修、伊藤慶子、上地雄大／納谷六朗(ナレーター)、西本良治郎(擬斗) | 伊佐山ひろ子休演・降板                |
| 5    | 川島めぐ／石田純／大江徹、菅野直行／三重街恒二、徳弘夏生／藤山浩二、泉よし子／高田豊三、星純夫／山田光一、木村修、望月太郎、白河康邦、西本良治郎(擬斗)／鈴木章治、挿入歌「ふるさとの子守歌」、演奏:鈴木章治とリズムエース\|納谷六朗(ナレーター)                                                | 水原ゆう紀レギュラー入り              |
| 6    | 江崎英子／石山律雄／西川ひかる、三上瓔子／石橋雅史、入江洋祐／永井雅春、中林義明、石井浩／金月美保、鬼沢吾郎、高沢耀／佐川二郎、長谷部緑、小林操、木村栄／納谷六朗(ナレーター)、西本良治郎(擬斗)                                                                                               | 水原ゆう紀休演                        |
| 7    | 中条きよし／力石考／大下哲矢／金井大、大泉滉／河合絃司、トニー・マートブー、高野隆志／須賀良、清水照夫、島田雄三、長谷川広／幸英二、吉田友子、斉藤朋彦、加藤健一、加藤真琴／西本良治郎(擬斗)、納谷六朗(ナレーター)                                                                             | 車輌協力変更                          |
| 8    | 浜田晃／藤方佐和子／汐路章、川崎あかね／鈴木和夫、佐竹一男、桑崎晃男／岡野耕作、佐藤晟也／浦新太郎、谷本小代子、新井英騎、山口正一郎／吉村昭一郎、小山昌幸、今生きよみ、樫村まゆみ、木村修／納谷六朗(ナレーター)、西本良治郎(擬斗)                                                             |                                       |
| 9    | 吉岡ひとみ／大山いづみ、田中隆／北原義郎、うえだ峻／井上三千男、きくち英一、松山武由／村山竜平、高畑次郎、杏里加代子、沢田浩二、水原仗二／木村修、斉藤朋彦、井上邦道、井上清和、橋本春彦／木村香奈子、今生きよみ、望月太郎\|田村市子、川俣薫、田中宣子／西本良治郎(擬斗)、納谷六朗(ナレーター) | 日向明子、岡田眞澄休演                |
| 10   | 小林稔侍／珠めぐみ／名和宏／高月忠、中村孝雄／亀山達也、溜健二／平沢公太郎、五野上力、比良元高、佐川二郎／小林操、内田修司、吉沢勝、斉藤朋彦／西本良治郎(擬斗)、納谷六朗(ナレーター) |                                       |
| 11   | 奈美悦子／頭師孝雄／佐原健二／福山象三、上田耕一／望月太郎、松尾文人／原田力、南雲佑介、星野暁一／吉宮慎一、金月美保、伊藤よし乃、泉福之助、上田大火／西本良治郎(擬斗)、納谷六朗(ナレーター)                                                                                                   | 岡田眞澄休演                          |
| 12   | 宮井えりな／団次朗／伊達三郎、鳥巣哲生／田中哲也、田中賢也、高田寿昭／中村隆弘、小林徹也、加藤真琴／須賀良、山崎之也、鈴木健一、麻生亮／城海峯、城春樹、大泉公孝、上田大火、斉藤朋彦／田代節夫(振付)、西本良治郎(擬斗)、納谷六朗(ナレーター)                                                   |                                       |
| 13   | 佐野浅夫／住吉道博／中田博久／依田智、金月美保／田川勝雄、栗原敏／川村京子、吉田知子、村添豊徳／西本良治郎(擬斗)、納谷六朗(ナレーター) | ホーン・ユキ降板                      |
| 14   | 早瀬久美／原口剛／北原隆／久遠利三、畑中猛重／関田恵子、松村早千代、今井久／大家博、鬼沢吾郎、森田敏彦、後藤保昭／川西清彦(振付)、西本良治郎(擬斗)、納谷六朗(ナレーター) | 藤枝亜弥レギュラー入り 藤田美保子休演 |
| 15   | 三条泰子／沢田勝美／長谷川弘／入江洋祐、保科三良、守屋俊志／小畑あや、棟里佳、吉田由美子／山本緑、山浦栄、石田久美子、金月美保、石川優子／西本良治郎(擬斗)、納谷六朗(ナレーター) | 藤田美保子、岡田眞澄休演              |
| 16   | 志麻いづみ／石濱朗／瀬良明、早川雄三 ／石井茂樹、大崎裕子、徳弘夏生／山崎優子、山田光一、水原仗二、佐川二郎、星野暁夫／日高久美子、萩原芳子、江本はつみ、福島歳恵、横山稔、鈴木弘道／西本良治郎(擬斗)、納谷六朗(ナレーター)                                                                    | 水原ゆう紀、岡田眞澄休演              |
| 17   | 高沢順子／黒部進／成瀬正／斉藤真／亀山達也、三島新太郎、東龍明／相馬剛三、木村修、松山武由／野島昭生、城海峯、情野一郎、城春樹／西本良治郎(擬斗)、納谷六朗(ナレーター) | 樹れい子休演                          |
| 18   | 小川亜沙美／岩崎信忠／市村昌治、信実一徳／田村貫、野口元夫／佐藤晟也、雪江由記、大木史朗、幸英二／大津清美、吉田知子、鈴木亜沙子、根本由美、西川廣佑／佐々木修平、戸田信太郎、五野上力、高橋和栄／水原仗二(擬斗)、納谷六朗(ナレーター)                                                         |                                       |
| 19   | 大月ウルフ／本郷直樹／石橋雅史／溝口舜亮、中康次／朝霧友香、草薙良一／森佑介、守山竜平、益田哲夫、木村修／長谷川広、米森義美、栗原敏、蒲原敏明、斉藤朋彦／西本良治郎(擬斗)、納谷六朗(ナレーター)                                                                                               |                                       |

## スタッフ
- プロデューサー：時崎克彦（東京12チャンネル）、植田泰治（東映）
- 脚本：放送日程参照
- 脚本協力：ジャックプロダクション
- 音楽：渡辺岳夫
- 撮影：村上俊郎、高岩震、瀬尾脩、林迪雄、利根川昇
- 照明：山本辰雄、大須賀国男、大町博信、大森康次
- 録音：北條照二、田中允、井家眞紀夫、秋本彰、板寺昇、野口素寛
- 美術：北郷久典、安井丸男、川村晴通
- 編集：望月徹
- 選曲：秋本彰
- 効果：原田千昭
- 現像：東映化学
- 助監督：大櫛敬介、服部光則、杉野清史、大上典保、萩谷泰夫、住森正徳、伊与田一雄、息邦夫、広西真人、崎田憲一
- 進行主任：原田良彦、小迫進、橋本寛
- 記録：渋谷やす子、森美禮、小林みどり、井上和江、鈴賀慶子
- 演技事務：小貫繁子、田辺史子
- 美粧：入江美粧
- 衣裳：東京衣裳
- 製作担当：神中貞夫、鈴木勝政
- プロデューサー補：星野行彦、植竹栄作
- 協力：日産自動車、三菱自動車、西野バレエ団、ジャンメール、アキ・ドレス、JHA-JHAフック商事
- 監督：放送日程参照
- 製作：東京12チャンネル、東映

## 主題歌
オープニングテーマ「私は女」
作詞：橋本淳 / 作曲：渡辺岳夫 / 編曲：京建輔 / 歌：由美かおる
エンディングテーマ「セクシー・トゥナイト」
作詞：橋本淳 / 作曲：渡辺岳夫 / 編曲：京建輔 / 歌：由美かおる
この2曲を収めたシングルレコードがコロムビアレコード（現・日本コロムビア）から発売された。

## 放送日程
| 話数 | 放送日         | サブタイトル                        | 脚本                  | 監督     |
| ---- | -------------- | ----------------------------------- | --------------------- | -------- |
| 1    | 1980年 3月24日 | プロ野球のエースを救え 殺人鬼の標的 | 田波靖男 安斉あゆ子   | 佐伯孚治 |
| 2    | 3月31日        | パンダ爆撃 三億円の照準             | 江里明 石川孝人       | 高橋勝   |
| 3    | 4月7日         | アムステルダムに消えた美女          | 松本功 山田正人       | 加島昭   |
| 4    | 4月14日        | 女が欲望に賭けるとき                | 筒井ともみ 田波靖男   | 小林義明 |
| 5    | 4月21日        | 包囲線のメロディー                  | 山本英明 江里明       | 高橋勝   |
| 6    | 4月28日        | 真夜中の怪電話                      | 小野竜之助            | 佐伯孚治 |
| 7    | 5月5日         | 美人探偵潜入作戦                    | 胡桃哲                | 井上梅次 |
| 8    | 5月12日        | 美人探偵神出鬼没                    | 田波靖男              | 小林義明 |
| 9    | 5月19日        | 女王の乳房を狙え                    | 小野竜之助            | 井上梅次 |
| 10   | 5月26日        | 砂浜に燃えた女の性                  | 田波靖男 安斉あゆ子   | 高橋勝   |
| 11   | 6月2日         | 復讐は女の匂い                      | 松本功                | 加島昭   |
| 12   | 6月9日         | 女は銃と色気で勝負する              | 井上梅次              | 井上梅次 |
| 13   | 6月16日        | 謎の連続婦女暴行事件                | 田波靖男 酒井あきよし | 佐伯孚治 |
| 14   | 6月23日        | 恐怖の交換殺人                      | 四十物光男 江里明     | 高橋勝   |
| 15   | 6月30日        | 赤いスポーツカーの誘拐殺人          | 小野竜之助            | 佐伯孚治 |
| 16   | 7月7日         | 怪奇・美女惨殺の館                  | 田波靖男 安斉あゆ子   | 井上梅次 |
| 17   | 7月14日        | 一億円を拾った女                    | 松本功                | 内藤誠   |
| 18   | 7月21日        | 水着美女・湖上の決戦                | 小野竜之助            | 佐伯孚治 |
| 19   | 7月28日        | 地上最強の美女対必殺邪拳            | 胡桃哲 井上梅次       | 井上梅次 |

## 使用車両
- 車両協力は前作に引き続き日産自動車が担当し、第6話までメンバーの乗る車両は同社の広報車が使用されていた。
  - フェアレディZ S130型 200ZT（ブラック）
  - シルビア S110型 ハードトップ・2000ZSE-X（ホワイト）
  - パルサー N10型 2ドアクーペ・1400TS-X（レッド）
  - セドリック 430型 4ドアセダン・280Eブロアム（ブラウン）
  - ガゼール S110型 ハードトップ・2000XE（ブラック）
  - ローレル C231型 4ドアセダン・1800SGL（シルバー）
- 第7話以降は三菱自動車[注釈 5][注釈 6]にスポンサーが変更された。
  - ギャランΣ（3代目・後期）2000スーパーサルーン
  - ギャランΛ（2代目・A166A）2600 スーパーツーリング
  - デボネア（初代）
  - ランサー（初代）など。

## 放送局
| 放送対象地域 | 放送局                 | 放送日時                     | ネット状況 |
| ------------ | ---------------------- | ---------------------------- | ---------- |
| 関東広域圏   | 東京12チャンネル（TX） | 月曜 21:00 - 21:54           | 制作局     |
| 北海道       | 北海道文化放送（UHB）  | 土曜（金曜深夜） 0:00 - 0:55 | 遅れネット |
| 長野県       | 長野放送（NBS）        | 日曜（土曜深夜） 0:25 - 1:20 | 遅れネット |
| 富山県       | 富山テレビ（T34）      | 土曜（金曜深夜） 0:00 - 0:55 | 遅れネット |
| 静岡県       | テレビ静岡（SUT）      | 日曜 22:30 - 23:24           | 遅れネット |
| 中京広域圏   | 中京テレビ（CTV）      | 日曜 22:30 - 23:24           | 時差ネット |
| 奈良県       | 奈良テレビ（TVN）      | 水曜 22:03 - 22:56           | 遅れネット |
| 京都府       | 近畿放送（KBS）        | 月曜 21:00 - 21:54           | 同時ネット |
| 兵庫県       | サンテレビ（SUN）      | 月曜 21:00 - 21:54           | 同時ネット |
| 和歌山県     | テレビ和歌山（WTV）    | 月曜 21:00 - 21:54           | 同時ネット |
| 佐賀県       | サガテレビ（STS）      | 日曜 15:00 - 15:55           | 遅れネット |

## DVD・CD
2021年4月14日にはDVD-BOX（発売元：ベストフィールド、販売元：東映・東映ビデオ）が、2022年3月30日には渡辺岳夫による劇伴を収録したオリジナル・サウンドトラックがサウンドトラックラボラトリーより発売された。

## 配信
- 動画配信サイトの配信ではYouTube「TOEI Xstream theater」で2022年2月23日から6月29日まで1話ずつ1週間の期間限定で配信されていた（1話のみプレミア公開の後、最終話配信から1週間後まで見られるようになっていた）[19]。2023年8月10日からは同チャンネルの後身「東映シアターオンライン」で、第1・2話が常時無料配信されている。